# Reiner (cratera)
Reiner é uma cratera de impacto lunar, situada no lado visível da Lua. Ela fica localizada no Oceanus Procellarum na parte Oeste da Lua.